# Cruiserweight (Band)
Cruiserweight ist eine Indie-Rockband, die sich im Jahr 1999 in Austin, Texas, gegründet hat.

## Bandgeschichte
Die Band wurde von Yogi und Urny gegründet, kurze Zeit später kam ihre Schwester Stella als Sängerin hinzu, danach noch ein Freund, Dave Hawkins, als Bassist.
Im Jahr 2000 erschien die erste selbst produzierte EP First Day of School.
2001 kam die zweite EP This Will Undoubtedly Come Out Wrong heraus, mit der sie zu ihren Stil gefunden haben. Von dieser EP verkauften sie im Eigenvertrieb 12000 Stück und gingen danach mit Bands wie Midtown, New Found Glory, Jewel und The B-52s auf Tour.
Das Label Doghouse Records nahm sie unter Vertrag und produzierte mit ihnen das Album Sweet Weaponry. Das Album erschien 2005 in den USA und 2006 in Deutschland.

## Diskografie

### Alben
- Sweet Weaponry (Album, 2005/2006)
- First Day of School (EP)
- This Will Undoubtedly Come Out Wrong (EP)
- Big Bold Letters (2008)

### Singles
- Cautionary Tale (Eigenproduktion)
- Yellow Lights
- Permanent Things
- Balboa
- To Be Quite Honest
- Dearest Drew